# Tyranneau à queue blanche
Mecocerculus poecilocercus
Espèce
Statut de conservation UICN

 LC  : Préoccupation mineure
Le Tyranneau à queue blanche (Mecocerculus poecilocercus) est une espèce de passereau de la famille des Tyrannidae,.

## Distribution
Cet oiseau vit dans les Andes, de la Colombie à l'Équateur et au sud du Pérou (département de Cuzco),,.